# Wyżnia Przybylińska Przełęcz
Wyżnia Przybylińska Przełęcz (słow. Vyšné pribylinské sedlo, ok. 2080 m) – szeroka przełęcz w grani Pośredniego Wierszyka w słowackiej części Tatr Wysokich. Znajduje się pomiędzy Wyżnim Pośrednim Wierszykiem na północnym wschodzie a Niżnim Pośrednim Wierszykiem na południowym zachodzie. Na południe, do Doliny Hlińskiej, opada z przełęczy szeroka i trawiasta depresja. W 2005 r. były na niej świeże zsunięcia całych darni. Dołem depresja zwęża się i zamienia w głęboki i skalisty żleb w połowie długości zawalony wielkimi, zaklinowanymi skałami. Zazwyczaj są na nich wodospadziki. Próg ten i inne progi żlebu można obejść kosodrzewiną porastającą otoczenie jego koryta. Na północ, do Doliny Ciemnosmreczyńskiej, skośnie opada duży żleb, w dolnej części rozdzielający się na dwa koryta. Spadające nimi odłamki skał utworzyły nad Wyżnim Ciemnosmreczyńskim Stawem stożek piargowy o wysokości około 100 m. 
Nazwa przełęczy pochodzi od miejscowości Przybylina. Nazwy obiektów w Pośrednim Wierszyku po raz pierwszy opublikował Andrzej Skłodowski w numerze 1 czasopisma Taternik, przedtem jedynym nazwanym tu obiektem był Palec.
Pośredni Wierszyk jest wyłączony z ruchu turystycznego, mogą na nim natomiast uprawiać wspinaczkę taternicy. Na Wyżnią Przybylińską Przełęcz można wyjść granią Pośredniego Wierszyka, oraz dwoma drogami wspinaczkowymi:
1. Granią od Koprowego Wierchu do Niżniej Przybylińskiej Przełęczy; 0+ w skali tatrzańskiej (z ominięciem Palca), czas przejścia 2 godz.
2. Południowym żlebem z ominięciem dolnych progów; I, od stawu 1 godz.[1]
3. Od północnego wschodu; I, od stawu 1 godz.[1].

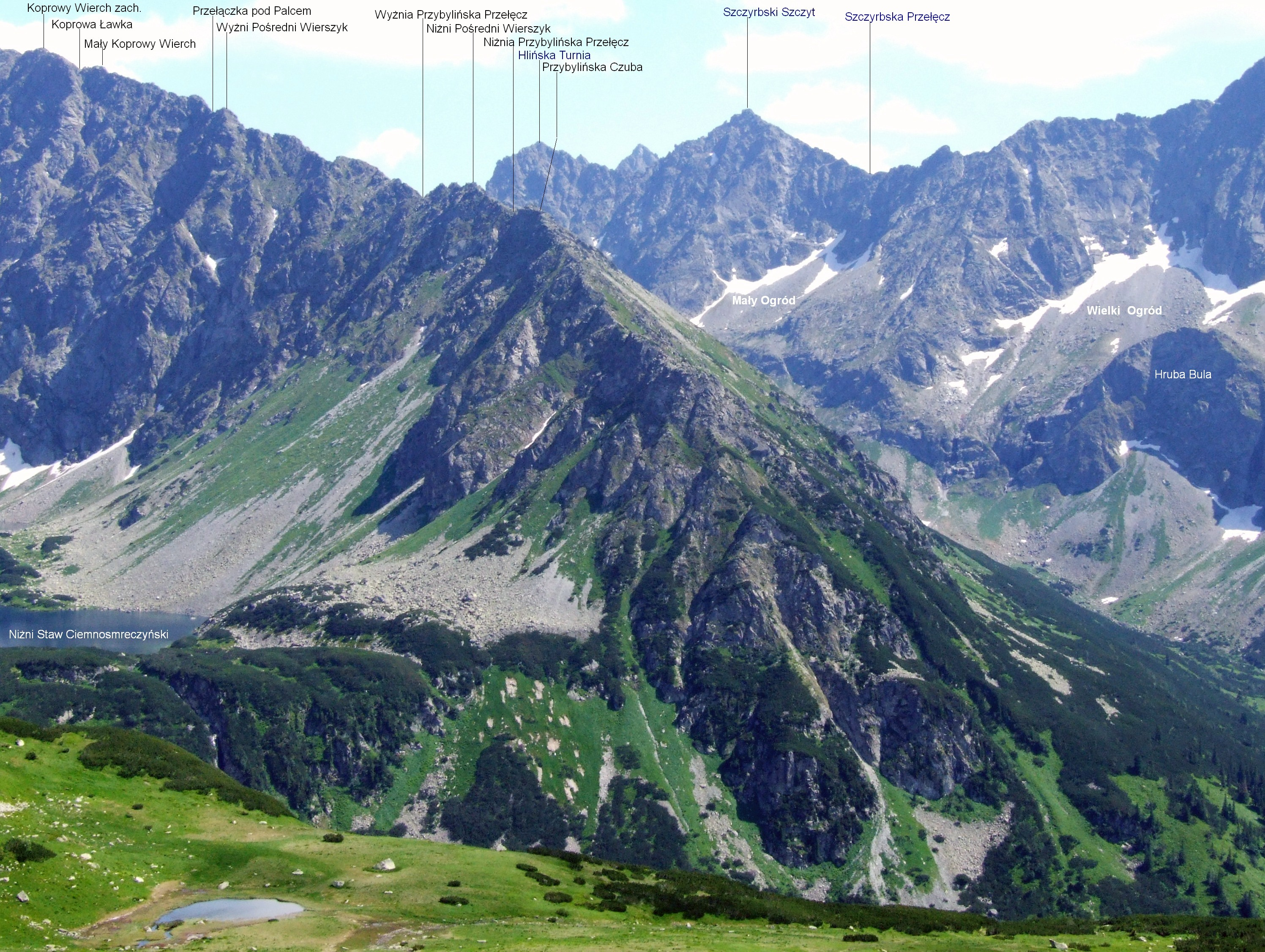
Widok z Dolinki Kobylej